# Velas (freguesia)
Velas is een plaats (freguesia) in de Portugese gemeente Velas en telt 1929 inwoners (2001). De plaats ligt op het eiland São Jorge.

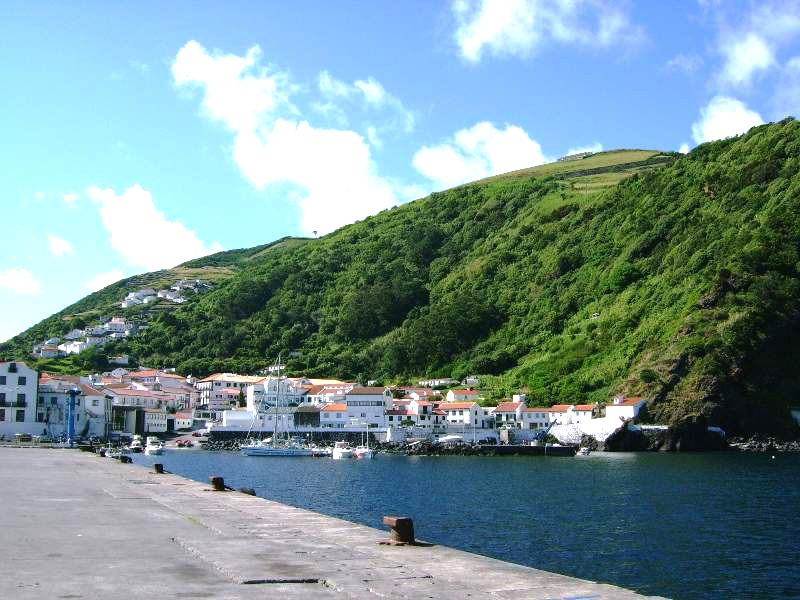
Haven